# Ana Maria Machado
Ana Maria Machado (ur. 24 grudnia 1941 w Rio de Janeiro) – brazylijska autorka książek dla dzieci, tłumaczka i dziennikarka. Laureatka Nagrody im. Hansa Christiana Andersena.

## Życiorys
Urodziła się 24 grudnia 1941 roku w Rio de Janeiro, w wielodzietnej rodzinie. Co roku spędzała kilka miesięcy u dziadków w wiosce rybackiej, gdzie kultywowano tradycje wspólnego opowiadania historii. Z początku zajmowała się malarstwem, studiując w Rio de Janeiro i w Nowym Jorku. Jej twórczość pojawiła się na krajowych i zagranicznych wystawach. Jednocześnie zaczęła studiować literaturę. W 1964 roku została absolwentką filologii romańskiej na Universidade do Brasil i kontynuowała edukację na studiach podyplomowych.
Zadebiutowała w 1969 roku opowiadaniami dla dzieci, po czym wyemigrowała do Paryża. Współpracowała z magazynem „Elle” oraz brazylijską sekcją BBC. Prowadziła zajęcia z języka portugalskiego na Sorbonie oraz obroniła pracę doktorską z lingwistyki pod kierunkiem Rolanda Barthesa. Po powrocie do kraju kontynuowała karierę dziennikarską współpracując m.in. z „Correio da Manhã”, „Jornal do Brasil” oraz „O Globo”. W 1979 roku założyła pierwszą w Brazylii księgarnię poświęconą wyłącznie literaturze dla dzieci, którą prowadziła ze wspólnikami przez osiemnaście lat.
Za swoją pierwszą publikację książkową História Meio ao Contrário otrzymała w 1977 roku nagrodę im. João de Barro. Trzy lata później porzuciła dziennikarstwo, by skupić się na pisaniu książek. W przeciągu lat została autorką ponad stu dzieł dla dzieci i dorosłych. Wśród jej publikacji znajdują się opowiadania, powieści, książki obrazkowe, poezja, sztuki, a także podania ludowe. W twórczości dla dzieci nie stroniła od poruszania kwestii społecznych i politycznych. Zajęła się także tłumaczeniem, przekładając na portugalski klasykę światowej literatury dziecięcej (m.in. Alicja w Krainie Czarów, Piotruś Pan). Aktywnie angażowała się w popularyzację czytelnictwa, prowadziła zagraniczne warsztaty dla UNESCO związane z tematyką.
Laureatka licznych krajowych i zagranicznych nagród literackich, trzykrotnie otrzymała Prêmio Jabuti. W 2000 roku została wyróżniona Nagrodą im. Hansa Christiana Andersena. W uzasadnieniu jury podkreśliło, iż w swojej twórczości dla dzieci Machado mistrzowsko wykorzystuje melodyjność języka portugalskiego i jest kluczową postacią dla rozwoju brazylijskiej literatury dla dzieci. W 2003 roku Machado dołączyła do Academia Brasileira de Letras (pol. Brazylijska Akademia Literatury), a w latach 2012 i 2013 była jej przewodniczącą. Została uhonorowana Krzyżem Wielkim Orderu Zasługi Kulturalnej.
W języku polskim ukazała się jej książka dla dzieci pod tytułem Ameryka Łacińska, która ukazała się w 1996 roku nakładem wydawnictwa GeoCenter.